# Togba Jean Kolié
Pour les articles homonymes, voir Kolié.
Togba Jean Kolié est un homme politique guinéen.
Il est député guinéen de mars 2020 au 5 septembre 2021.

## Biographie
Il est député de la liste nationale du parti au pouvoir, de 2020 en 2021, élu lors des élections législatives de mars 2020. Il est membre du groupe parlementaire de la majorité au cours de la IXe législature de la république de Guinée, sous la présidence d'Alpha Condé.